# NHK 히로시마 방송국
NHK 히로시마 방송국(NHK広島放送局)은 히로시마현을 방송구역으로 하는 NHK의 지역방송국이며 중파·FM라디오·텔레비전 방송을 담당하고 있으며 야마구치현을 포함한 주고쿠 지방을 총괄하는 방송총국급 지역방송국이다.

## 개요
- 매년 8월이 되면 평화를 주제로한 프로그램을 방송하고 있으며 이 프로그램들은 NHK의 대 외국용 방송국에서도 방송되고 있다.
- 예전에는 라디오 제1방송에서 야마구치현 동부 방송도 담당했지만 이와쿠니 중계국 개설 이후 손을 떼었고 제2방송은 현재도 야마구치 현 동부 지역 방송을 담당하고 있다.

## 연혁
- 1928년 7월 6일 - 방송국 개국.라디오 방송 개시.
- 1945년 8월 6일 - 원자 폭탄에 의해 방송국 건물 파괴.당시 약 40명의 직원이 희생이 되었으며 살아 남은 직원들은 라디오 방송소에 집합한 뒤 예비 스튜디오를 사용해 다음날부터 지역 방송을 재개했다.
- 1945년 9월 10일 - 라디오 제2방송 개시.
- 1956년3월 21일 - 종합 텔레비전방송 개시.
- 1961년1월 8일 - 교육 텔레비전방송 개시.
- 1962년9월 17일 - FM방송 시험 방송 개시.2년 후 실용화 시험 방송으로 전환하고 1969년 3월 1일 정식방송을 시작했다.
- 2006년 10월 1일 - 지상파 디지털 텔레비전 방송 개시.
- 2011년 7월 24일 - 지상파 아날로그 텔레비전 방송 종료.

## 채널·주파수
- 종합 텔레비전 히로시마본국 14ch(JOFK-DTV)
- 교육 텔레비전 히로시마본국 15ch(JOFB-DTV)
- 라디오 제1방송 히로시마본국 1071kHz 출력：20kW(콜사인:JOFK)
- 라디오 제2방송 히로시마본국 702kHz 출력：10kW(콜사인:JOFB)
- FM방송 히로시마본국 88.3MHz 출력:1kW(콜사인:JOFK-FM )

## 히로시마현에 있는 다른 텔레비전·라디오 방송국
- 주고쿠 방송(RCC)(TV는 도쿄 방송 계열국, 라디오는 JRN&NRN계열국)
- 히로시마 TV 방송(HTV)(니혼 TV 계열)
- TV 신히로시마(tss)(후지 TV 계열)
- 히로시마 홈TV(HOME)(TV 아사히 계열)
- 히로시마 FM방송(JFN 계열)